# روبرت إل. ويلسون (عسكري)
روبرت إل. ويلسون (بالإنجليزية: Robert L. Wilson)‏ هو عسكري أمريكي، ولد في 21 مايو 1920 في سينتراليا في الولايات المتحدة، وتوفي في 3 أغسطس 1944 في تينيان في الولايات المتحدة.